# Glasseta
La glasseta o glassilla (en castellà glasilla o liencillo) és un teixit de cotó, amb lligat de plana o d'encordillat, poc anomenat i molt aprestat, que s'utilitza per a fer folres de vestits.